# Béla Zulavszky
Dans le nom hongrois Zulavszky Béla, le nom de famille précède le prénom, mais cet article utilise l’ordre habituel en français Béla Zulavszky, où le prénom précède le nom.
Béla Zulavszky, né le 23 octobre 1869 à Tokaj, Royaume de Hongrie et mort le 24 octobre 1914 à Sarajevo, Bosnie-Herzégovine, est un escrimeur austro-hongrois ayant représenté la Hongrie aux Jeux olympiques. Il était spécialiste du sabre, mais a combattu aux trois armes aux Jeux.

## Biographie
Il est le doyen de la délégation de sabre hongroise aux Jeux olympiques de 1908, à trente-huit ans. Parmi les cinq sabreurs hongrois en poule finale, il se classe deuxième derrière son compatriote Jenő Fuchs et récolte la médaille d'argent. Malgré ce résultat, il ne fait pas partie de l'équipe de Hongrie qui remporte l'or dans l'épreuve par équipes. À l'épée, il est éliminé dès le premier tour de poule.
Aux Jeux de 1912, la Hongrie place sept de ses ressortissants dans la poule de huit finalistes, mais Zulavszky, éliminé en demi-finale, n'en fait pas partie et prend la neuvième place ex æquo. Cette année là, il prend également partie à la compétition de fleuret, avec le même résultat : éliminé en demi-finale, il ne parvient pas à disputer une possible médaille. 
Béla Zulavszky meurt le 24 octobre 1914, le lendemain de son quarante-cinquième anniversaire, en service pour l'armée austro-hongroise à Sarajevo. 

## Palmarès
- Jeux olympiques
  -  Médaille d'argent aux Jeux olympiques de 1908 à Londres